# Magdalena Jetelová
Magdalena Jetelová (* 4. června 1946 Semily) je česko-německá sochařka, fotografka a výtvarnice konceptuálních projektů.

## Životopis
Narodila se v roce 1946 a na začátku normalizace v roce 1971 dokončila Akademii výtvarných umění v Praze. Účast na několika výstavách mimo oficiální galerie jí prakticky znemožnila realizovat se v Československu. Její land artové konceptuální projekty (dočasné projekty pod širým nebem) v osmdesátých letech prováděla pro skupinu přátel, například Realizace v Šárce.
Před emigrací do Německa v roce 1985 tu Jetelová zanechala legendární projekt podzemního zahradnictví pro Jižní Město.
Nejznámější se stal projekt Domestikace pyramid uskutečněný na několika místech Evropy: nejznámější je umístění části pyramidy s lávovým povrchem do Uměleckoprůmyslového muzea ve Vídni, kde se překvapivě v novorenesanční zdobné hale setkávají přes tisíciletí různé kultury.
14 let (1990–2004) učila na renomované Státní umělecké akademii v Düsseldorfu, kde také trvale žije. Od roku 2004 je profesorkou na výtvarné akademii v Mnichově.
Po vzniku samostatné České republiky byla 3 roky konzultantkou Rady Pražského hradu. Tehdy v roce 1993 byla poprvé v Čechách k vidění její první instalace a to v Letohrádku Belveder.
V roce 2006 pak získala cenu Lovise Coryntha, jejíž součástí je vydání exkluzivní monografie, která vychází za podpory spolkové země Severní Porýní-Vestfálsko.

### Ocenění
- 1985 – Výtvarné ocenění: Philip Morris
- 1986 – Nositelkou ceny ze soutěže „dimension V“, Philip Morris GmbH;
- 1988 – Overbeck ocenění, Lübeck
- 1989 – Výtvarné ocenění města Darmstadtu
- 1991 – Cena Maxe Lützeho, Stuttgart
- 1997 – Cena Roberta Jacobsena, Würth
- 1999 – Ocenění Jilla Watsona, Pittsburgh
- 2006 – Získala cenu Lovise Coryntha

## Dílo

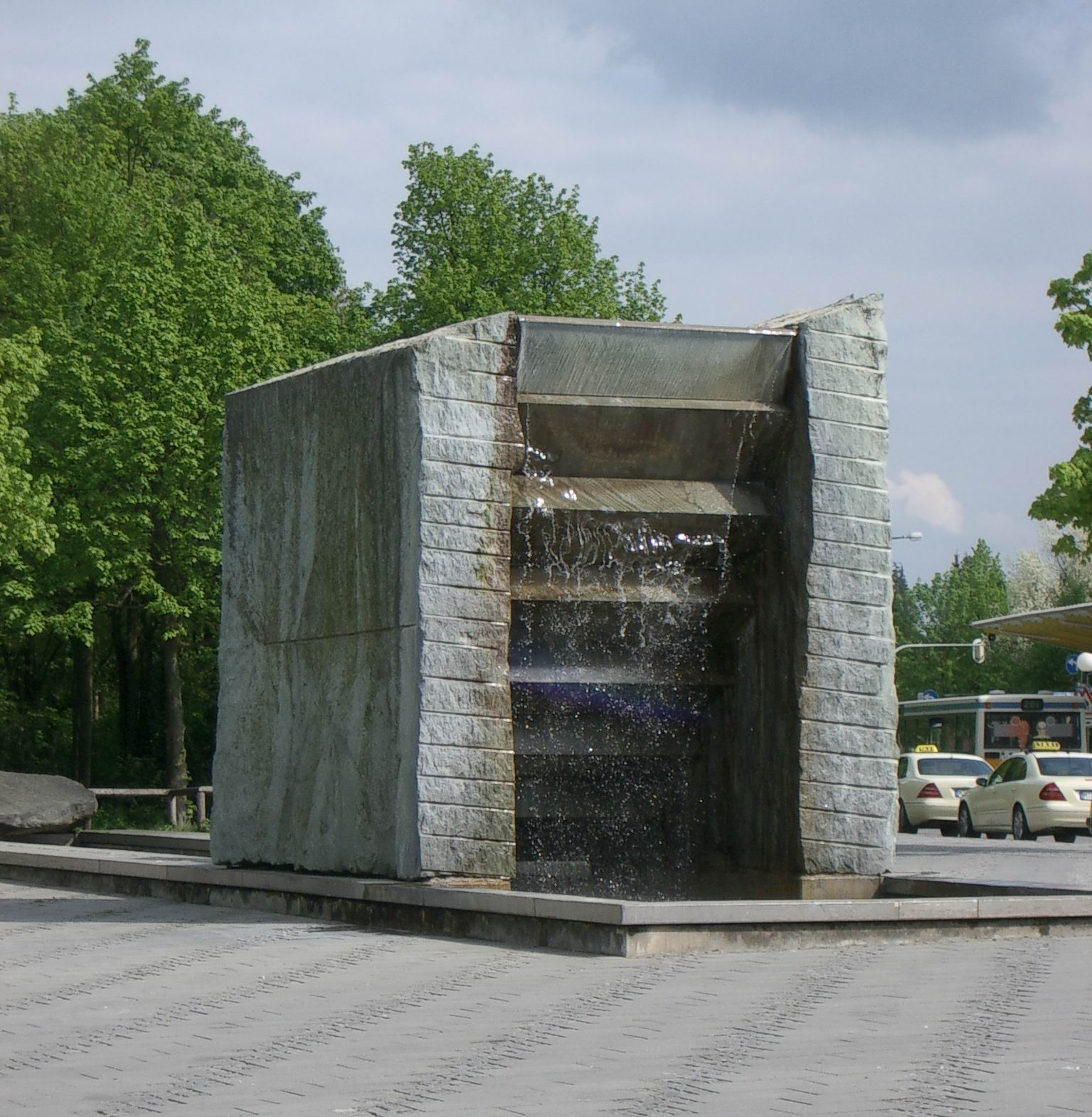
Kašna, Fürstenried-West, 1992

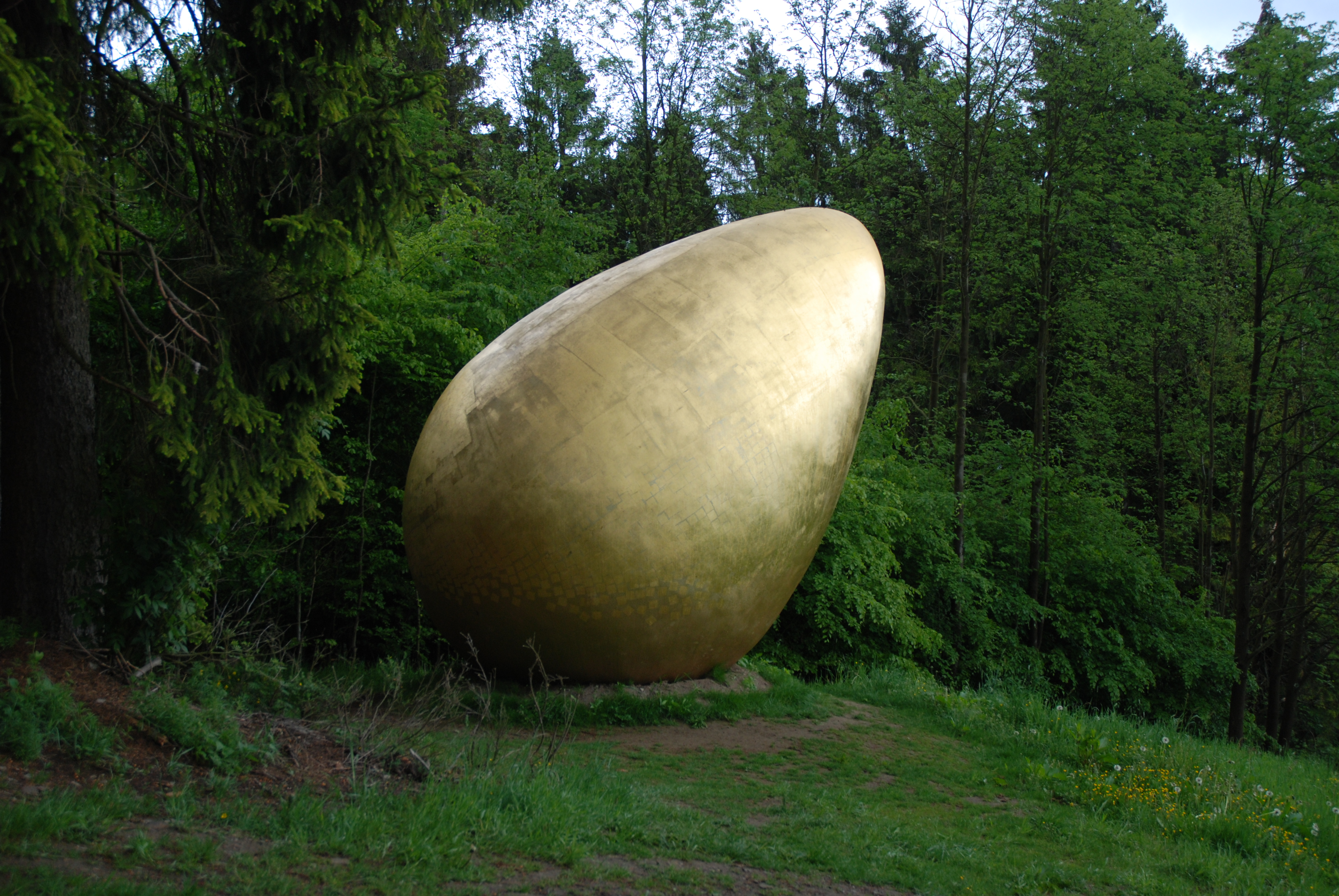
Co bylo dříve?, 2007, Bad Berleburg

Její dílo stojí někde mezi land artem, čistým konceptem, objektem a architekturou. Mystifikace, matení našich smyslů, zpochybnění lidského jednání, dokonce i otázky kulturně-historické a ekologické jsou vtisknuty do všech projektů Magdaleny Jetelové.
- Realizace v Šárce – červené dýmovnice v malých hořících stavbičkách, z jejichž kouře se dala vyčíst mapa Československa. 80. léta.

- 2002 – Židle. Během stoletých záplav na Vltavě uplavala až do Vraňan nad Vltavou. Pro její monumentální dřevěné plastiky – prázdné židle, trůny a schodiště vedoucí odnikud nikam se až v cizině otevřely širší možnosti kvůli svému silnému politickému podtextu.

- Projekt Domestikace pyramid. Byl uskutečněný na několika místech Evropy:
  - 1992 – Nejslavnější je umístění části pyramidy s lávovým povrchem do Uměleckoprůmyslového muzea ve Vídni, kde se nečekaně v novorenesanční hale setkávají přes tisíciletí různé kultury (viz obálka monografie). Zde proťala pod úhlem 45 stupňů schodiště, zábradlí, dveře, okna a sloupy budovy.
  - Podobnou realizaci vytvořila o rok později v Letohrádku královny Anny na Pražském hradě.
- V Hannoveru a Darmstadtu do muzejní budovy vestavěla ještě jednu.

„Stejně jako v malířství se opakují některé portréty od Warhola, zde se opakuje architektura muzea, což by asi žádný architekt nedělal. Stejně posunutí je i v akustice systému několika computerů. Je to malé pozastavení, posunutí v čase s velmi osobním charakterem, daným vlastní percepcí prostoru muzea.“ – Magdaléna Jetelová.
Event art (časově omezené umělecké dílo) Magdaleny Jetelové bývá technicky i finančně náročné, ačkoliv může být zdánlivě „neviditelné“. To je i důvod, proč se nerealizoval v Česku:
- Přenesení jednotlivých bílých ploch fasády od Richarda Meyera z muzea po celé Barceloně, bylo paralelní k roztrušování pyramid po celé Evropě.

V 90. letech začala Magdalena Jetelová pracovat s laserem a radarem. Často využívá pouze fikci nebo světlo, uzavírá nebo přeměňuje konkrétní prostory, řeže a píše laserem, pracuje s celými světadíly i zeměkoulí. Souběžné bílé čáry laseru se podobají kolejím, železnice je srozumitelnou metaforou spojení dvou libovolných míst na zemi, představou jednotného prostoru Země je sochařka přímo posedlá. Výsledky dokumentuje, zvětšuje a vystavuje jako monumentální stříbrobromidové fotografie, pomíjivé události se tak mění na stálé obrazy.
- 1991 – V projektu Atlantický val v Jutsku v Dánsku píše laserovými paprsky na bunkry atlantického opevnění myšlenky a citace z knihy francouzského filozofa Paula Virilia. Například: (anglicky) „Absolute war becomes theatrality“ ((česky) Totální válka se stává teatrální).
- Na Crossing King's Cross se stejným způsobem dotýkala míst, kterými v Londýně brzy povede železniční koridor spojující Velkou Británii s Evropou.
- Projekt spojení Melbourne a New Yorku několika způsoby zaznamenaný satelitem.
- Realizace Kampus Carnegie Mellon University zapuštěná pod zemí, Pittsburg.

„Tento prostor je závislý na změně umělého a denního světla. Totéž mělo být i na druhé straně zeměkoule, v Paříži. Vnímání prostorů se v denním a nočním čase výrazně mění a velikost jejich objemu se redukuje silným světlem.“ – Magdaléna Jetelová.
- 1993 – Islandský projekt laserového paprsku v místě oddělení kontinentů.

## Výstavy
- 2023 The Lie of the Land, Cermak Eisenkraft gallery, Praha, Topičův dům, 31. březen  – 27. duben 2023, kurátor: Tomáš Zapletal Cermak[3]